# 格蕾塔·海斯
格蕾塔·海斯（英語：Greta Hayes，1996年10月17日—），澳大利亚女子曲棍球运动员，场上位置是中场。她曾代表澳大利亚国家队参加2022年英联邦运动会曲棍球比赛，获得一枚银牌。